# Jean-Paul Boëtius
Jean-Paul Boëtius (ur. 22 marca 1994 w Rotterdamie) – holenderski piłkarz pochodzenia surinamskiego grający na pozycji pomocnika. Od 2018 roku zawodnik 1. FSV Mainz 05.

## Życiorys
Jest wychowankiem rotterdamskiego Feyenoordu. W czasach juniorskich trenował także w HOV/DJSCR. W Eredivisie zadebiutował 28 października 2012 w zremisowanym 2:2 meczu z AFC Ajax. W 23. minucie zdobył gola po asyście Wesleya Verhoeka. 3 sierpnia 2015 odszedł za 1,5 miliona euro do szwajcarskiego FC Basel. Wraz z tym klubem dwukrotnie zdobył mistrzostwo kraju. Od 31 stycznia do 30 czerwca 2017 przebywał na wypożyczeniu w belgijskim KRC Genk. 1 lipca 2017 powrócił do Feyenoordu na zasadzie transferu definitywnego. W sezonie 2017/2018 wygrał z nim Puchar Holandii. 27 sierpnia 2018 został za 3,5 miliona euro piłkarzem niemieckiego 1. FSV Mainz 05. W Bundeslidze zagrał po raz pierwszy 1 września 2018 w zremisowanym 1:1 spotkaniu z 1. FC Nürnberg. Do gry wszedł w 67. minucie, zastępując Alexandru Maxima.
W reprezentacji Holandii zadebiutował 5 marca 2014 w przegranym 0:2 meczu z Francją. Grał w nim do 72. minuty, po czym został zmieniony przez Memphisa Depaya.